# Censorinus (mort en 53 av. J-C.)
Pour les articles homonymes, voir Censorinus.
Censorinus (mort en 53 av. J-C.) est un ami et un contemporain de Publius Crassus, fils du triumvir Marcus Crassus.

## Biographie
Son nom de gens était sans doute Marcius, et il était peut-être le fils du Caius Marcius Censorinus, monetalis vers 88 av. J.-C. Si tel est le cas, son père et son oncle Lucius étaient de fervents partisans de la faction des Populares de Cinna. 
Censorinus est l'un des deux amis de Publius Crassus qui est mort avec lui à la bataille de Carrhes. Plutarque le qualifie de « remarquable par sa dignité sénatoriale et son éloquence ». Pendant la bataille, Censorinus fait partie de ceux qui chevauchent avec le jeune Crassus pour une dernière charge de cavalerie désespérée ; après avoir subi de lourdes pertes, les Romains et leurs auxiliaires gaulois se replient sur une dune, et sont la cible d'un barrage incessant de flèches parthes. Sa main droite étant blessée, Crassus ordonne à son porteur de bouclier de l'aider à se suicider. Censorinus fait de même et meurt à ses côtés. Leur ami Megabocchus et la plupart des autres officiers se suicident. 
Ce Censorinus est peut-être aussi le jeune homme qui avait accompagné Quintus Cicero en Asie, comme il est mentionné dans une lettre écrite par le frère aîné de Quintus Cicéron entre le 25 octobre et le 10 décembre 59 av. J.-C. : « L'amitié que vous témoignent Censorinus, Antoine, Cassius, Scévola, me cause bien de la joie ». Il est nommé en compagnie de quatre autres jeunes nobiles qui semblaient prêts à soutenir Quintus qui risquait d'être poursuivi à l'issue de sa charge de propréteur en Asie. Les autres sont un Antonius qui est soit le célèbre Marc Antoine, soit l'un de ses deux frères, Caius Antonius ou Lucius Antonius ; Cassius Longinus et son frère Lucius ; et Quintus Mucius Scaevola (tribun de la plèbe en 54 av. J.-C.). D'autres membres proches de la famille de Censorinus étaient des partisans du triumvir Antoine, et l'un d'eux, consul en 39 av. J.-C., est entré en possession de la maison de Cicéron sur le Palatin après sa mort.